# Škofija Mondovì
Škofija Mondovì (latinsko Dioecesis Montis Regalis in Pedemonte) je ena izmed škofij Rimskokatoliške cerkve v Italiji, s sedežem v mestu Mondovì. Trenutni škof je Egidio Miragoli.

## Zgodovina
Škofija je bila ustanovljena v 14. stoletju.

## Organizacija
Škofija cerkvenoupravno spada pod Metropolijo Torino, obsega 2.189 km², ter jo sestavlja 192 župnij. Sedež škofije je v mestu Mondovì. Njena stolna cerkev je Stolnica sv. Donata.